# اسون لول
اسون لول (آلمانی: Sven Loll؛ زادهٔ ۴ آوریل ۱۹۶۴) جودوکار اهل آلمان بود.
وی در مسابقات کشوری و بین‌المللی در مجموع برندهٔ ۱ مدال نقره شده‌است.